# José Isidoro Gómez
José Isidoro Gómez Torres – noto come Isidoro – (Pedrera, 1º agosto 1986) è un ex calciatore spagnolo, di ruolo difensore.

## Carriera

### Club
Isidoro ha cominciato la propria carriera con la maglia del Betis. Ha esordito in Primera División il 17 febbraio 2007, subentrando a Branko Ilič nel pareggio per 0-0 arrivato in casa del Real Madrid. Nelle tre stagioni successive ha giocato per il Betis B, squadra riserve del club militante in Segunda División B, limitandosi a soltanto qualche apparizione in panchina in prima squadra.
Ha ottenuto maggiore spazio nel campionato 2010-2011, con il Betis nel frattempo retrocesso in Segunda División. L'11 maggio 2011 ha trovato il primo gol, nel 3-1 inflitto al Tenerife. Alla fine di quella stessa annata, il Betis ha conquistato la promozione.
Isidoro è rimasto in squadra per un'ulteriore stagione.
In vista della stagione 2012-2013, Isidoro si è trasferito al Polonia Varsavia, in Ekstraklasa. Ha debuttato con questa casacca il 31 agosto, subentrando ad Aleksandar Todorovski nella vittoria per 1-3 arrivata in casa del Wisla Cracovia. È rimasto in squadra fino al mese di novembre, quando ha rescisso il contratto che lo legava al club.
Isidoro ha fatto dunque ritorno in Spagna, per giocare nelle file del Numancia, in Segunda División. Ha giocato la prima partita con questa casacca il 13 aprile 2013, schierato titolare nella sconfitta casalinga per 0-1 contro il Barcellona B. È rimasto in squadra per due stagioni e mezzo, totalizzando 62 presenze tra campionato e coppa, senza mettere a referto alcuna rete.
Il 10 agosto 2015, l'Elche ha presentato Isidoro come suo nuovo calciatore. Ha giocato la prima partita in squadra il 23 agosto, impiegato da titolare nella sconfitta per 2-0 contro il Ponferradina. Rimasto in squadra per quest'unica annata, ha disputato 25 partite, senza mettere a segno alcuna rete.
Il 30 agosto 2016, Isidoro è stato ingaggiato dall'Almería. Ha esordito in squadra il 18 dicembre, nella sconfitta per 2-1 arrivata contro il Mirandés. Si è svincolato a fine stagione, congedandosi con 10 presenze tra campionato e coppa nazionale.
Libero da vincoli contrattuali, in data 16 gennaio 2018 è stato ingaggiato dal Bodø/Glimt, formazione norvegese militante in Eliteserien, a cui si è legato con un accordo annuale. Il 24 agosto successivo ha prolungato il contratto con il Bodø/Glimt, fino al 31 dicembre 2019.
Il 6 dicembre 2019 è stato reso noto il suo passaggio allo Junkeren, a partire dalla stagione 2020.

## Statistiche

### Presenze e reti nei club
Statistiche aggiornate al 1º gennaio 2020.
| Stagione          | Club              | Campionato        | Campionato | Campionato | Coppe nazionali | Coppe nazionali | Coppe nazionali | Coppe continentali | Coppe continentali | Coppe continentali | Supercoppe | Supercoppe | Supercoppe | Totale | Totale |
| Stagione          | Club              | Comp              | Pres       | Reti       | Comp            | Pres            | Reti            | Comp               | Pres               | Reti               | Comp       | Pres       | Reti       | Pres   | Reti   |
| ----------------- | ----------------- | ----------------- | ---------- | ---------- | --------------- | --------------- | --------------- | ------------------ | ------------------ | ------------------ | ---------- | ---------- | ---------- | ------ | ------ |
| 2004-2005         | Betis             | PD                | 0          | 0          | CR              | 0               | 0               | -                  | -                  | -                  | -          | -          | -          | 0      | 0      |
| 2005-2006         | Betis             | PD                | 0          | 0          | CR              | 0               | 0               | -                  | -                  | -                  | -          | -          | -          | 0      | 0      |
| 2006-2007         | Betis             | PD                | 8          | 0          | CR              | 1               | 0               | -                  | -                  | -                  | -          | -          | -          | 9      | 0      |
| 2007-2008         | Betis             | PD                | 0          | 0          | CR              | 0               | 0               | -                  | -                  | -                  | -          | -          | -          | 0      | 0      |
| 2008-2009         | Betis             | PD                | 0          | 0          | CR              | 0               | 0               | -                  | -                  | -                  | -          | -          | -          | 0      | 0      |
| 2009-2010         | Betis             | SD                | 0          | 0          | CR              | 0               | 0               | -                  | -                  | -                  | -          | -          | -          | 0      | 0      |
| 2010-2011         | Betis             | SD                | 31         | 1          | CR              | 7               | 0               | -                  | -                  | -                  | -          | -          | -          | 38     | 1      |
| 2011-2012         | Betis             | PD                | 11         | 0          | CR              | 0               | 0               | -                  | -                  | -                  | -          | -          | -          | 11     | 0      |
| Totale Betis      | Totale Betis      | Totale Betis      | 50         | 1          |                 | 8               | 0               |                    | -                  | -                  |            | -          | -          | 58     | 1      |
| 2007-2008         | Betis B           | SDB               | 27         | 2          | -               | -               | -               | -                  | -                  | -                  | -          | -          | -          | 27     | 2      |
| 2008-2009         | Betis B           | SDB               | 33         | 1          | -               | -               | -               | -                  | -                  | -                  | -          | -          | -          | 33     | 1      |
| 2009-2010         | Betis B           | SDB               | 31         | 0          | -               | -               | -               | -                  | -                  | -                  | -          | -          | -          | 31     | 0      |
| Totale Betis B    | Totale Betis B    | Totale Betis B    | 91         | 3          |                 | -               | -               |                    | -                  | -                  |            | -          | -          | 91     | 3      |
| ago.-nov. 2012    | Polonia Varsavia  | EK                | 4          | 0          | CP              | 1               | 0               | -                  | -                  | -                  | -          | -          | -          | 5      | 0      |
| gen.-giu. 2013    | Numancia          | SD                | 8          | 0          | CR              | -               | -               | -                  | -                  | -                  | -          | -          | -          | 8      | 0      |
| 2013-2014         | Numancia          | SD                | 17         | 0          | CR              | 0               | 0               | -                  | -                  | -                  | -          | -          | -          | 17     | 0      |
| 2014-2015         | Numancia          | SD                | 35         | 0          | CR              | 2               | 0               | -                  | -                  | -                  | -          | -          | -          | 37     | 0      |
| Totale Numancia   | Totale Numancia   | Totale Numancia   | 60         | 0          |                 | 2               | 0               |                    | -                  | -                  |            | -          | -          | 62     | 0      |
| 2015-2016         | Elche             | SD                | 24         | 0          | CR              | 1               | 0               | -                  | -                  | -                  | -          | -          | -          | 25     | 0      |
| 2016-2017         | Almería           | SD                | 9          | 0          | CR              | 1               | 0               | -                  | -                  | -                  | -          | -          | -          | 10     | 0      |
| 2018              | Bodø/Glimt        | ES                | 21         | 0          | CN              | 3               | 0               | -                  | -                  | -                  | -          | -          | -          | 24     | 0      |
| 2019              | Bodø/Glimt        | ES                | 3          | 0          | CN              | 2               | 1               | -                  | -                  | -                  | -          | -          | -          | 5      | 1      |
| Totale Bodø/Glimt | Totale Bodø/Glimt | Totale Bodø/Glimt | 24         | 0          |                 | 5               | 1               |                    | -                  | -                  |            | -          | -          | 29     | 1      |
| 2020              | Junkeren          | 3D                | 0          | 0          | CN              | 0               | 0               | -                  | -                  | -                  | -          | -          | -          | 0      | 0      |
| Totale            | Totale            | Totale            | 262        | 4          |                 | 18              | 1               |                    | -                  | -                  |            | -          | -          | 280    | 5      |